# Copernicia burretiana
Copernicia burretiana är en enhjärtbladig växtart som beskrevs av Leon. Copernicia burretiana ingår i släktet Copernicia och familjen Arecaceae.
Artens utbredningsområde är Kuba. Inga underarter finns listade i Catalogue of Life.